# Laurențiu Oanea
Laurențiu Oanea  (n.  16 august 1888,  Sângeorz-Băi, Bistrița-Năsăud, Regatul Ungariei – d. 29 martie 1970, București, Republica Populară Romînă) a fost un deputat în Marea Adunare Națională de la Alba Iulia, organismul legislativ reprezentativ al „tuturor românilor din Transilvania, Banat și Țara Ungurească”, cel care a adoptat hotărârea privind Unirea Transilvaniei cu România, la 1 decembrie 1918.

## Biografie
Și-a făcut studiile juridice la Cluj și Budapesta, după care profesează ca avocat. În 1918 a fost trimis de către Teodor Mihali și Alexandru Vaida - Voevod pentru a solicita guvernului român de la Iași intervenția armatei române în Transilvania.
S-a ocupat de înființarea și de organizarea consiliilor și gărzilor naționale române în județul Bistrița - Năsăud. După 1918 a fost ales în Marele Sfat Național. De asemenea, a fost membru marcant al P.N.R  și al P.N.Ț., ajungând și senator în Parlamentul român. S-a stins din viață la 82 de ani, pe 29 martie 1970, în București.